# Fate: The Traitor Souls
 Fate: The Traitor Soul ( TS) é um RPG desenvolvido por WildTangent e lançado em 9 de setembro de 2009 como a segunda expansão standalone de The Game PC 2005,Fate, com a primeira sendo Fate: Undiscovered Realms lançado em 2008.